# Halomonas titanicae
Halomonas titanicae — вид бактерій, що мешкають на уламках «Титаніка». Отримують живлення за рахунок окислення сполук двовалентного заліза до тривалентного (іржі). Обмін речовин — гетеротрофний та аеробний.

## Місце виявлення
Бактерія виявлена у зразках матеріалу з великих сталактитів іржі, які були підняті з дна океану в 1991 році за допомогою батискафу «Мир-2». Дослідженням зразків займалася група іспанських і канадських вчених. Були виявлені численні штами бактерій (щонайменше 27), серед яких був виділений штам, який отримав позначення BH1T. Протягом вісімнадцяти років вчені аналізували ДНК і сортували відомі і досі невідомі послідовності спадкової речовини, в результаті чого у 2010 році із загальної маси видів вдалося виділити новий вид, названий Halomonas titanicae за місцем його першого виявлення.